# Mondésir Alladjim
Mondesir Alladjim né le 10 février 1986 à Ndjamèna, est un défenseur de l'équipe national tchadien de football et ancien joueur de Renaissance.
Il a joué également à l'équipe nationale de football du Tchad au poste de défenseur central. Il compte à son actif 12 sélections en équipe nationale et a participé à la campagne de qualification pour la Coupe du monde 2010 et la Coupe d'Afrique des Nations 2012.